# Hoa Phượng (soạn giả)
Hoa Phượng (1933 – 1984), tên thật là Lương Kế Nghiệp; là nghệ danh của một soạn giả cải lương Việt Nam. Ông đã hợp soạn với soạn giả Hà Triều trên 60 vở, và trong số ấy có nhiều vở thực sự có giá trị về nội dung lẫn hình thức. Theo sách Kỷ lục An Giang, 2009; thì ông là người "viết nhiều vở tuồng cải lương nhất tỉnh" .

## Tiểu sử
Ông sinh ra tại Núi Sập, huyện Thoại Sơn, An Giang. Năm 1947, ông tham gia kháng chiến và từng làm thơ ký tại Ty công an Long Châu Hà .

### Hoạt động chung với Hà Triều
Năm 1955, ông gặp lại một người bạn cũ thời kháng chiến là Đặng Ngươn Chúc, lúc này cũng đang lưu lạc lên Sài Gòn tìm kế sinh nhai. Cả hai cùng hợp tác soạn nội dung tuồng cải lương rồi chia nhau viết, chỉ một tuần là xong, đem đưa nhà thơ kiêm soạn giả Kiên Giang xem. Thấy hay, soạn giả Kiên Giang đem đi dựng trên sân khấu Minh Chí - Việt Hùng. Ban đầu, tên vở được giám đốc kỹ thuật hãng đĩa ASIA - Thái Thụy đặt là Tình quê hương vì có nội dung chống quân Minh, sau được đổi lại là "Vì quê hương". Về tên soạn giả, Đặng Ngươn Chúc đã lấy bút hiệu Hà Triều; còn Lương Kế Nghiệp đặt bút danh là Hoa Phượng, để ghi nhớ tuổi học trò.
Hai vở diễn đầu tay "Vì quê hương" và "Sau cơn gió lốc" chẳng mấy thành công. Năm 1957, soạn giả Kiên Giang được nghệ sĩ Thúy Nga mời về làm chỉ đạo nghệ thuật và lo việc tuồng tích cho đoàn. Vì thế, ông đã đặt hàng Hà Triều - Hoa Phượng viết vở khai trương. Ban đầu, kịch bản mang tên "Lối vào cung cấm", nhưng được soạn giả Kiên Giang đề nghị đổi sang dạng tình cảm kiếm hiệp Phù Tang với tên mới "Khi hoa anh đào nở", với thiết kế mỹ thuật, phác thảo mô hình tranh cảnh, âm nhạc mang âm hưởng Nhật Bản... Vở diễn được công diễn liên tục trong 4 tuần, thu được thành công rực rỡ.
Ngoài "Khi hoa anh đào nở", hai soạn giả còn soạn nhiều vở tuồng nữa, mà trong đó có "Nửa đời hương phấn" cũng rất thành công và được gánh hát Thanh Minh biểu diễn. Những vở tuồng của hai ông thường có nội dung xã hội với lời ca thông thường, hợp với người bình dân và đi thẳng vào thực tế ngoài đời . Ngoài ra, hai ông còn viết 1 vở kịch cho đoàn Thẩm Thúy Hằng là vở "Sông dài" và cũng được hoan nghênh nhiệt liệt, sau này còn được chuyển thể thành phim điện ảnh và cải lương. Ông còn viết sách: "7 bước viết kịch bản sân khấu.".
Đến năm 1965, đoàn Dạ Lý Hương diễn vở xã hội "Nỗi buồn con gái" (hay Tần nương thất) của Hà Triều - Hoa Phượng, vở hát này được Ban tuyển chọn giải Thanh Tâm bình chọn là tuồng cải lương hay nhất trong năm với số điểm vượt xa các vở hát khác để phát giải "Vở hát đoạt giải hay nhất".

### Hoạt động riêng
Sau đó, Hoa Phượng tách riêng ra và tự viết tuồng riêng, trong đó có cộng tác với Ngọc Điệp viết tuồng "Tuyệt tình ca", tức là "Ông Cò Quận 9" cũng rất thành công 
Hoa Phượng qua đời ngày 22 tháng 10 năm 1984. Sau này, bạn bè và người thân của hai ông đã quyết định chọn ngày 22 tháng 10 hàng năm làm ngày giỗ chung cho đôi bạn tri kỷ trong làng cải lương .
Nhìn chung, Hoa Phượng được đánh giá là "bậc thầy, người anh, người đồng nghiệp thân thiết và tri âm của nhiều nghệ sĩ sân khấu; đồng thời còn là một soạn giả quen thuộc đối với những ai yêu mến bộ môn nghệ thuật cải lương của Việt Nam" .

## Tác phẩm
Theo Kỷ lục An Giang, 2009, Hoa Phượng đã hợp soạn với Hà Triều khoảng 60 vở (theo báo Thanh Niên thì khoảng 50 vở trong thời gian 10 năm từ 1955 đến 1965 ), hợp soạn với một số giả khác một số vở, và viết riêng khoảng 30 vở. Trong số đó, có nhiều vở đáng chú ý như:
Đồng tác giả với Hà Triều:
- Anh hùng xạ điêu
- Bụi mờ ải nhạn
- Bóng hồng sa mạc
- Bạn rừng năm cũ
- Con gái chị Hằng
- Cô gái Đồ Long
- Chiều đông gió lạnh về
- Đường gươm Nguyên Bá
- Đêm vĩnh biệt
- Đôi nhân tình khùng
- Đợi anh mùa lá rụng
- Mưa rừng (1961)
- Nửa đời hương phấn
- Nắng sớm mưa chiều
- Nó là con tôi
- Khi hoa anh đào nở (1957)
- Khói sóng tiêu tương
- Rồi 30 năm sau
- Sông dài (kịch nói)
- Sương mù trên non cao
- Lệnh xé xác (chung với Tuấn Khanh)
- Tiếng sáo vọng cung tần
- Tấm lòng của biển
- Thái hậu Dương Vân Nga
- Thiên hà lang quân
- Tần nương thất (Nỗi buồn con gái), (1965)

...
Đồng tác giả với Ngọc Điệp 
- Tuyệt tình ca (Ông Cò quận 9)
- Đau lòng khi hội ngộ

Đồng tác giả với Yến Linh 
- Mây bốn phương trời

Đồng tác giả với Kiên Giang
- Trương Chi - Mỵ Nương

Viết riêng 
- Luật giang hồ
- Lãng tử giang hồ
- Giữa chốn bụi hồng
- Đi biển một mình
- Đời phụ anh hùng
- Trường tương tư
- Hòn đảo thần Vệ Nữ (chuyển thể)
- Bóng tối và ánh sáng (viết chung với Ngọc Linh)
- Quán rượu Nam Hưng
- Trận tuyến thầm lặng
- Hạt bụi non cao
- Lý mùa xuân
- Anh Hai Thìn...[2]